# The Infamous
Albums de Mobb Deep
Juvenile Hell
(1993) Hell on Earth
(1996)
Singles
1. Shook Ones Pt. II
Sortie : 27 février 1995
2. Survival of the Fittest
Sortie : 1er avril 1995
3. Temperature's Rising
Sortie : 18 septembre 1995
4. Give Up the Goods (Just Step)
Sortie : 22 janvier 1996

The Infamous est le deuxième album studio de Mobb Deep, sorti le 25 avril 1995. Il a été réédité en 2004 en version remastérisée avec deux titres bonus : Shook Ones Pt. I (Original Version) et Survival of the Fittest (Remix).
L'album s'est classé 3e au Top R&B/Hip-Hop Albums et 18e au Billboard 200, charts dans lesquels il est resté respectivement 34 et 18 semaines.
Il a été certifié disque d'or le 26 juin 1995 par la RIAA avec plus de 500 000 exemplaires vendus.

## Réception
The Infamous est considéré comme une pièce maîtresse du hip-hop, notamment grâce à ses textes hyper-réalistes et hardcore. Shook Ones part II, premier single extrait de l'album, est considéré par nombre de critiques comme l'un des plus grands titres de rap jamais composés.
Un journaliste du magazine Rolling Stone a souligné l'influence du Wu-Tang Clan dans cet album. Il précise que cet album a relevé « l'esprit hip-hop de New York » autant que « l'âge d'or » du milieu des années 1990.
En janvier 1998, le magazine The Source le classe parmi les « 100 meilleurs albums de rap» (100 Best Rap Albums).
En 2003, Blender le range parmi les « 500 CD que vous devez avoir avant de mourir » (500 CDs You Must Own Before You Die).
En 2004, Vibe, l'inclut dans les « 51 albums représentant une génération, un son ou un mouvement » (51 Albums representing a Generation, a Sound and a Movement).
Plusieurs publications l'ont également classé dans leur liste des « meilleurs albums de l'année » parmi lesquels About.com (États-Unis), Melody Maker (Royaume-Uni), Pop (Suède), OOR (Pays-Bas) ou encore Spex (Allemagne).

## Liste des titres
| No  | Titre                                                                                            | Contient un (des) sample(s) de | Durée |
| --- | ------------------------------------------------------------------------------------------------ | --- | ----- |
| 1.  | The Start of Your Ending (41st Side) (Produit par Havoc)                                         | Maybe Tomorrow de Grant Green | 4:24  |
| 2.  | [The Infamous Prelude]                                                                           | | 2:12  |
| 3.  | Survival of the Fittest (Produit par Havoc)                                                      | Shook Ones Pt. II de Mobb Deep | 3:43  |
| 4.  | Eye for a Eye (Your Beef Is Mines) (featuring Nas et Raekwon – Produit par Havoc)                | I Wish You Were Here d'Al Green | 4:54  |
| 5.  | [Just Step Prelude] (featuring Big Noyd)                                                         | | 1:06  |
| 6.  | Give Up the Goods (Just Step) (featuring Big Noyd – Produit par Q-Tip)                           | That's All Right With Me d'Esther Phillips It's a New Day des Skull Snaps                                                           | 4:02  |
| 7.  | Temperature's Rising (featuring Crystal Johnson – Produit par Q-Tip et Mobb Deep)                | Body Heat de Quincy Jones featuring Leon Ware Where There Is Love de Patrice Rushen                                                 | 5:00  |
| 8.  | Up North Trip (Produit par Havoc)                                                                | To Be With You du Fatback Band I'm Tired of Giving des Spinners                                                                     | 4:58  |
| 9.  | Trife Life (Produit par Havoc)                                                                   | You Are My Starship de Norman Connors featuring Michael Henderson                                                                   | 5:19  |
| 10. | Q.U. – Hectic (Produit par Havoc)                                                                | Kitty With the Bent Frame de Quincy Jones                                                                                           | 4:55  |
| 11. | Right Back At You (featuring Ghostface Killah et Raekwon – Produit par Mobb Deep et Schott Free) | Benjamin de Les McCann Set It de PHD featuring Havoc                                                                                | 4:52  |
| 12. | [The Grave Prelude] (featuring Big Noyd)                                                         | | 0:30  |
| 13. | Cradle to the Grave (Produit par Havoc)                                                          | And if I Had de Teddy Pendergrass                                                                                                   | 5:16  |
| 14. | Drink Away the Pain (Situations) (featuring Q-Tip – Produit par Q-Tip et Mobb Deep)              | I Remember I Made You Cry des Headhunters                                                                                           | 4:44  |
| 15. | Shook Ones Pt. II (Produit par Havoc)                                                            | Jessica d'Herbie Hancock Kitty With the Bent Frame de Quincy Jones Dirty Feet du Daly-Wilson Big Band Shook Ones Pt. I de Mobb Deep | 5:26  |
| 16. | Party Over (featuring Big Noyd et Ty Nitty – Produit par Mobb Deep et Matt Life)                 | Outside Love de Brethren Lonely Fire de Miles Davis                                                                                 | 5:40  |

| 17. | Shook Ones Pt. I (Original Version) | | 4:12 |
| 18. | Survival of the Fittest (Remix)     | The Mixed Up Cup de Clyde McPhatter Medley: I Won't Last a Day Without You/Let Me Be the One d'Al Wilson | 2:32 |